# Redenção (minissérie)
Redenção é uma minissérie portuguesa transmitida pela TVI de 11 de junho de 2011 a 9 de julho de 2011, num total de 5 episódios.
Foi reexibida entre 2 de janeiro de 2017 e 6 de janeiro de 2017.

## Sinopse
Rogério Natal (António Capelo), é um empresário de sucesso sem escrúpulos, que subiu na vida à custa de muitas pessoas. Mulherengo e muito preocupado com a sua imagem, ultimamente sente-se em baixo de forma e acaba por se ver confrontado com o seu maior pesadelo ao ser diagnosticado com Parkinson. Decidido a pôr fim à sua própria vida, para não passar pelo sofrimento e degeneração da doença, tenta suicidar-se mais que uma vez mas sem sucesso até que percebe porque não consegue: é o seu «Anjo da Guarda» que o tem impedido e lhe aparece, explicando que não vai conseguir pôr fim à sua vida enquanto não emendar muito do mal que fez para que a sua alma possa ir para o céu.
O Anjo (Miguel Guilherme) tem uma lista de pessoas cujas vidas terá de melhorar antes de poder garantir esse lugar celestial e morrer em paz. O «anjo» avisa-o que a «concorrência» quer muito a alma dele «lá em baixo» e que ele não pense que vai ser fácil cumprir a missão que ele lhe está a confiar, porque não terá a vida facilitada e terá de enfrentar muitos obstáculos. Rogério tenta voltar à vida normal, tentando convencer-se que o «anjo» é apenas uma alucinação, mas, por via das dúvidas, começa a procurar a primeira pessoa que o Anjo lhe indicou da lista. 
Trata-se de Júlia (Carla Andrino), a noiva que 30 anos anos deixou no altar na sua terra natal. A partir desta primeira missão, que termina com uma lição de vida para Rogério, ele vai seguir à risca os nomes que o Anjo lhe vai entregando, mas não vai ser fácil cumprir as missões de que é encarregue, que incluem resolver alguns graves problemas sociais que a sua própria empresa é responsável, tudo isto mantendo o lado de missão «divina» escondido do seu sócio, amigos e conhecidos, que ao ver o comportamento fora de normal de Rogério começam a achar que enlouqueceu. O sócio tenta afastá-lo da empresa. Os poucos amigos que tem revelam-se falsos e oportunistas. 
Ao longo da sua missão irão suceder constantemente tentações nas mais variadas formas para lhe dificultar as tarefas. Será que Rogério se consegue redimir pelas boas acções com que tenta emendar os seus erros? E será tarde demais para reencontrar o amor?

## Elenco
- António Capelo - Rogério Natal
- Miguel Guilherme - Anjo
- Carla Andrino - Júlia Guerreiro
- Sónia Brazão - Célia
- Paulo Matos - Armando Próspero
- Melânia Gomes - Maria Salgado
- João Didelet - Joaquim Quitério
- Vítor Sousa - Dr. Abreu
- Catarina Avelar - Florinda Natal

## Elenco adicional
- Natalina José - D. Aurora
- Martinho Silva - Bruno
- Gonçalo Dias - Joaquim ''jovem''
- Marta Andrino - Júlia ''jovem''
- Adriano Carvalho - Mendigo
- José Mata - Mateus
- Samanta Castilho - Dulce

## Audiências
A estreia de “Redenção”, a 11 de junho, foi o programa mais visto durante a sua emissão. A minissérie da TVI obteve 9,3% de audiência, tendo sido visto por uma média de 878.900 espectadores. Redenção obteve um share de 31,6% e foi o terceiro programa mais visto do dia. Já o último episódio fechou com 7% de audiência média e 31,2% de share.